# 陳博 (少將)
陳博，男，中华人民共和国军事、政治人物，中國人民解放军少將。
曾任中央军委国防动员部动员征集局副局长、2018年6月，任湖南省军區副司令員。